# Chlorestes
Chlorestes — рід серпокрильцеподібних птахів родини колібрієвих (Trochilidae). Представники цього роду мешкають в Мексиці, Центральній і Південній Америці. Раніше їх відносили до родів Amazilia або Agyrtria, Hylocharis, Chlorostilbon і Juliamyia, однак за результатами молекулярно-філогенетичних досліджень 2014 і 2017 років вони були переведені до відновленого роду Chlorestes.

## Види
Виділяють п'ять видів:
- Агиртрія гватемальська (Chlorestes candida)
- Колібрі-сапфір рудохвостий (Chlorestes eliciae)
- Колібрі-сапфір білобородий (Chlorestes cyanus)
- Колібрі-лісовичок синьочеревий (Chlorestes julie)
- Колібрі-смарагд синьогорлий (Chlorestes notata)

## Етимологія
Наукова назва роду Chlorestes походить від сполучення слів дав.-гр. χλωρος — зелений і εσθης — одяг.